# Louis Bral
Pour les articles homonymes, voir Bral.
Louis Bral est un architecte belge de la période Art nouveau qui fut actif à Bruxelles.

## Style
Louis Bral est un architecte bruxellois peu connu qui s'inscrivait dans la tendance « Art nouveau floral » initiée par Victor Horta (par opposition à la tendance « Art nouveau géométrique » initiée par Paul Hankar).

## Réalisations remarquables
Les plus belles réalisations Art nouveau de Louis Bral sont la maison située rue de l'abbaye, 31 ainsi que les anciens magasins Wolf, rue du Canal, 11-13.

## Immeubles de style « Art nouveau floral »
- 1898 : rue de Livourne, 135-137
- 1902-1905 : anciens magasins Wolf, rue du Canal, 11-13
- 1903 : rue de l'abbaye, 31

## Immeubles de style éclectique[1]
- 1896 : rue de la Tourelle, 44
- 1899 : avenue Jef Lambeaux, 33 (immeuble éclectique teinté d'Art Nouveau)
- 1925 : avenue des Gaulois, 30 (immeuble de style Beaux-Arts)